# چارلز کوپر هندرسون
چارلز کوپر هندرسون (به انگلیسی: Charles Cooper Henderson) زادهٔ ۱۴ ژوئن ۱۸۰۳ یک نقاش انگلیسی بود. او پس از ۷۴ سال زندگی در ۲۱ اوت ۱۸۷۷ درگذشت.

## زنگی
چارلز کوپر هندرسون در خانه اَبّی متولد شده. نام پدر مادر او جرج کئاته و نام برادر او جان هندرسون که عتیقه‌شناس و خیّری از موزه بریتانیا بوده. او در کالج وینچستر رفته وکالت خو را گرفته. پدر وی یک هنرمند آماتور بود.